# Pavlos Menevissoglu
Pavlos Menevissoglu (născut Konstantinos Menevisoglou Savvas la 27 noiembrie 1935 – d. 16 februarie 2022) a fost mitropolit al Amasiei.
Născut în 1935 în vechea cetate a Constantinopolului, a fost hirotonit în 1956 diacon, în 1970 preot, iar în 1974 a fost ridicat la treapta arhieriei fiind instalat mitropolit al Mitropoliei Ortodoxe Grecești al Scandinaviei la 14 iulie 1974, ostenind pentru Hristos în apostolatul de pe tărâmurile nordice, până în 2014 când a fost pensionat cu titulatura onorifică de mitropolit al Amasiei. Format la cunoscuta Școală Teologică a Patriarhiei Ecumenice de la Halki, a fost vechi coleg și prieten al actualului Patriarh Ecumenic Bartolomeu, iar în tinerețe a lucrat împreună cu Patriarhul Atenagoras căruia i-a fost secretar (arhigramateas), fiind și cancelarul Sinodului Patriarhiei Ecumenice. A devenit doctor în teologie al Universității Aristotel din Tesalonic cu o teză despre „Sfântul și Marele Mir”, precum și un reputat specialist în Dreptul Canonic, alcătuind un compendiu amplu de legislație bisericească.
Strămutat la veșnicele lăcașuri la 15 februarie 2022. Potrivit dorinței testamentare a ierarhului defunct, 3  martie   2022, în Capela „Învierea Domnului” a Cimitirului Skogskyrkogården. Înmormântarea a fost săvârșită doar de un singur preot, de părintele Teodor Doroftei, parohul parohiei ortodoxe române „Sfântul Mare Mucenic Gheorghe” din Stockholm.